# Patinoire David S. Ingalls
La patinoire David S. Ingalls est une patinoire de hockey située sur le campus de l’université Yale à New Haven dans le Connecticut aux États-Unis. Elle est construite entre 1953 et 1958 par l'architecte Eero Saarinen. La patinoire est la résidence de l’équipe universitaire de hockey des Bulldogs de Yale. Le bâtiment est communément appelé « Yale Whale » (La Baleine de Yale) en raison de sa conception semblable à celle du cétacé. La patinoire est construite pour 1,5 million de dollars, soit le double de l'estimation initiale des coûts. Elle peut accueillir 3 500 personnes et a une hauteur maximale de plafond de 23 mètres. 
L'édifice porte le nom des anciens étudiants David S. Ingalls (promotion 1920) et son fils David S. Ingalls, Jr, (promotion 1956), qui étaient tous deux capitaines de hockey sur glace. Les membres de la famille Ingalls sont les principaux mécènes pour le financement de la patinoire. Le bâtiment fait partie des édifices préférés des États-Unis selon un sondage de l’American Institute of Architects en 2007.

## Histoire

### Construction

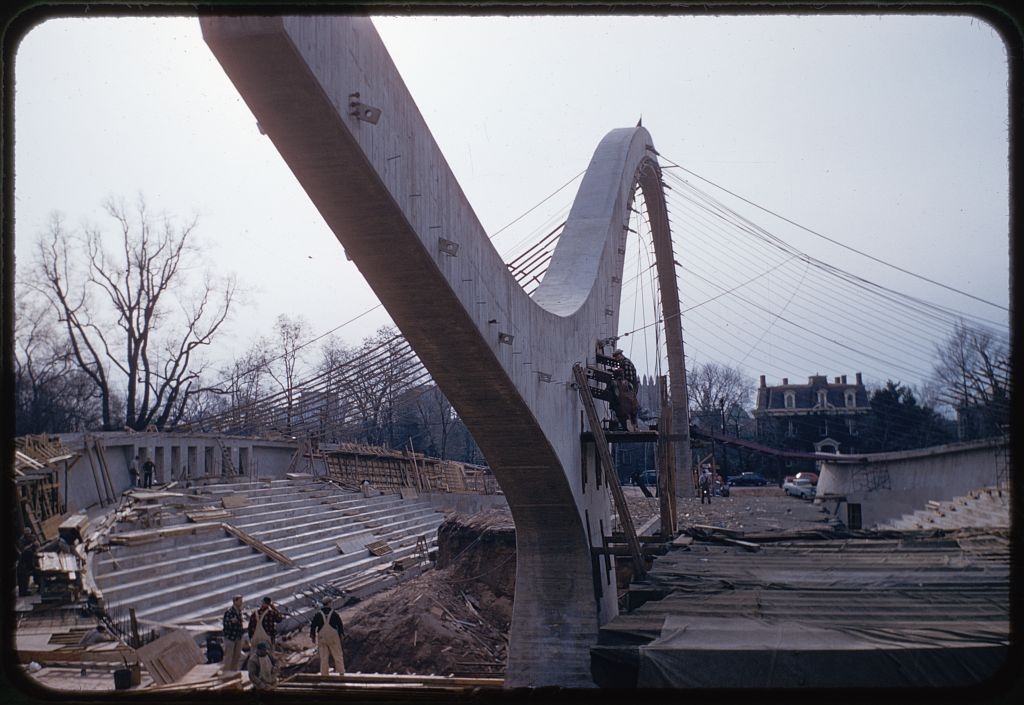
Construction de la patinoire.

En 1953 l’architecte Eero Saarinen, ancien étudiant de l’université Yale est chargé de concevoir la patinoire de l’équipe universitaire de hockey sur glace, les Bulldogs de Yale. Saarinen crée une arche caténaire en béton armé de 90 mètres. Les câbles partent de chaque côtés de cette épine dorsale et terminent leur course arrimés aux deux murs latéraux. Ce réseau de filins supporte une ferme en bois créant un toit dynamique à double courbure. Selon son associé Kevin Roche : « La grande leçon à tirer de cet exemple est la maitrise des lignes et des formes qu’Eero possédait ». Terminée en 1958, la patinoire est par la suite surnommée Yale Whale (la Baleine de Yale) de par la forme si particulière de son toit. Le coût original de l’édifice est finalement doublé, atteignant les 1,5 million de dollars.

### Attentat
Le 1er mai 1970, plusieurs groupes de rock se produisent en concert à la patinoire dans le cadre des manifestations contre le procès des Black Panthers de New Haven. Peu avant minuit et vers la fin du concert, deux bombes explosent dans le sous-sol nord de la patinoire. Les explosions ne font aucun blessé, mais brisent les portes vitrées de l'édifice et provoquent la formation de fissures au niveau de son arche. Aucun coupable n'a jamais été identifié, et le président de l'Université Yale Kingman Brewster et le chef de la police de New Haven James Ahern ont soutenu que des partisans pro ou anti-Black Panthers auraient pu, les uns comme les autres, installer les dispositifs,.

## Galerie

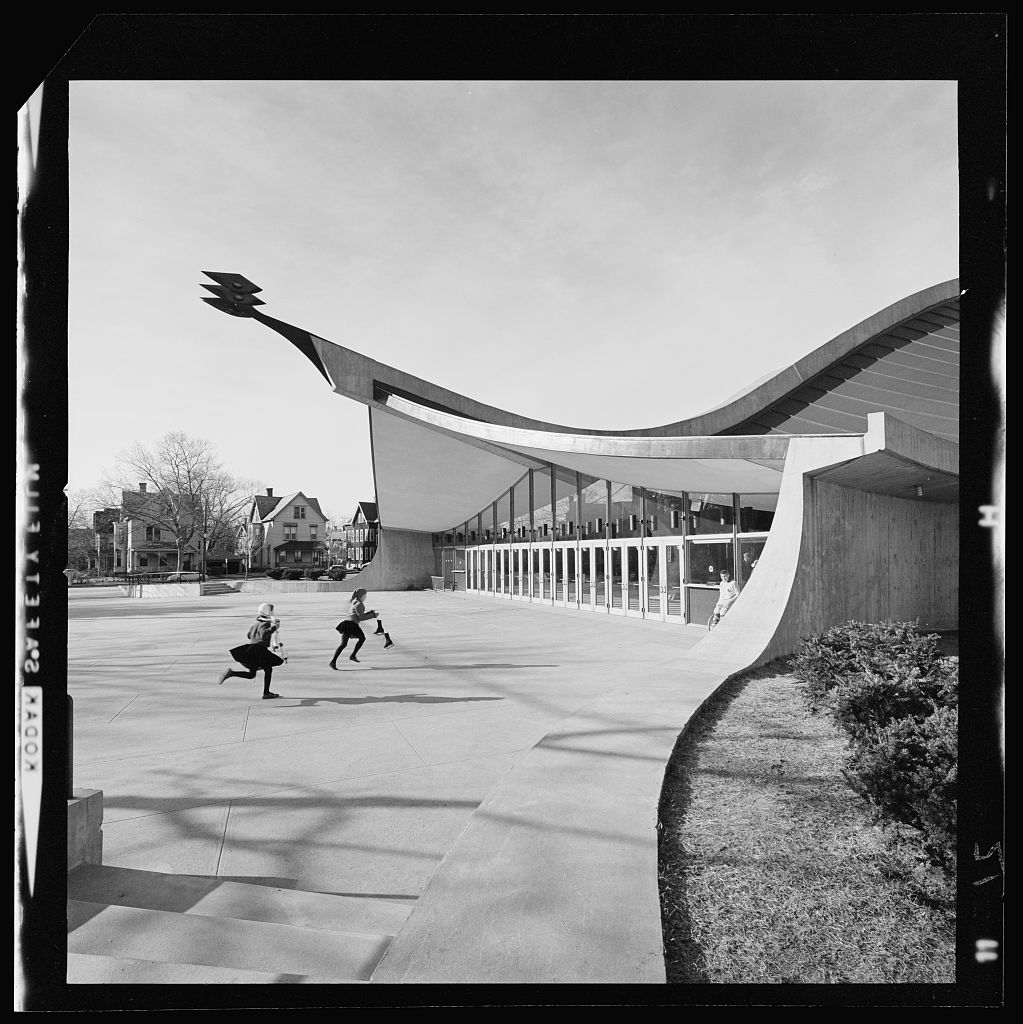
Entrée
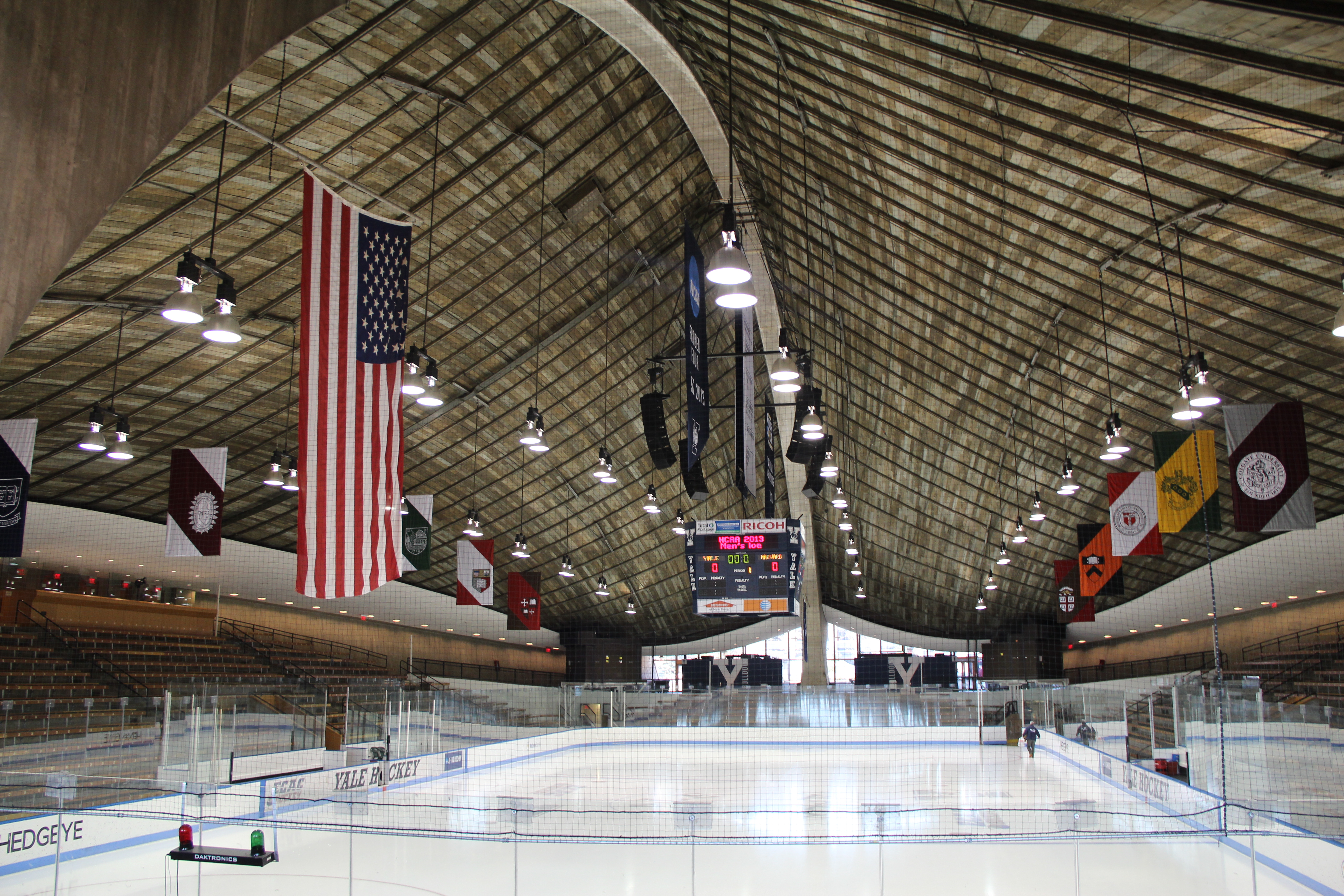
Intérieur